# Statens Museum for Kunst

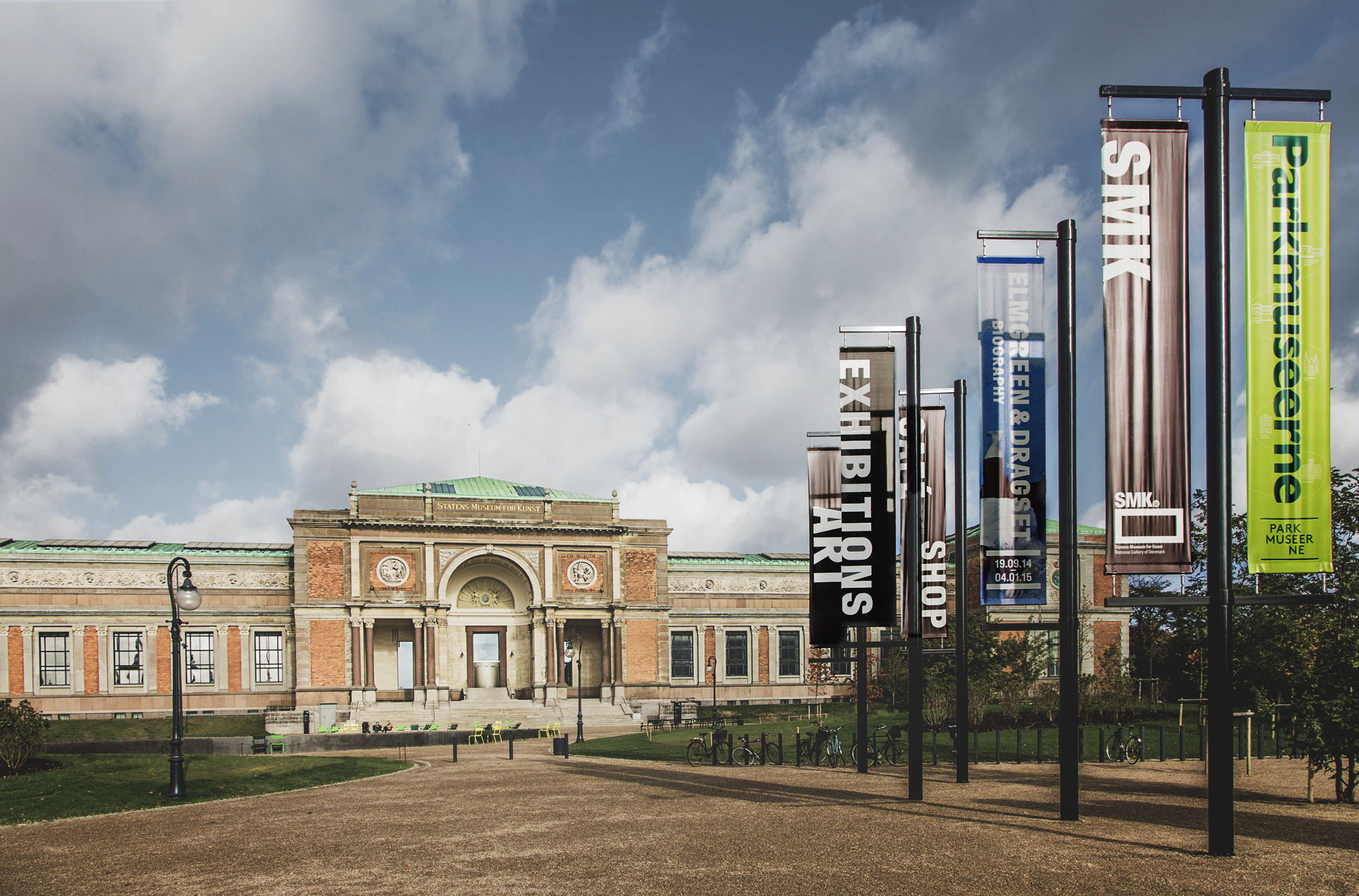
Statens Museum for Kunst Eingangsbereich Altbau (2014)

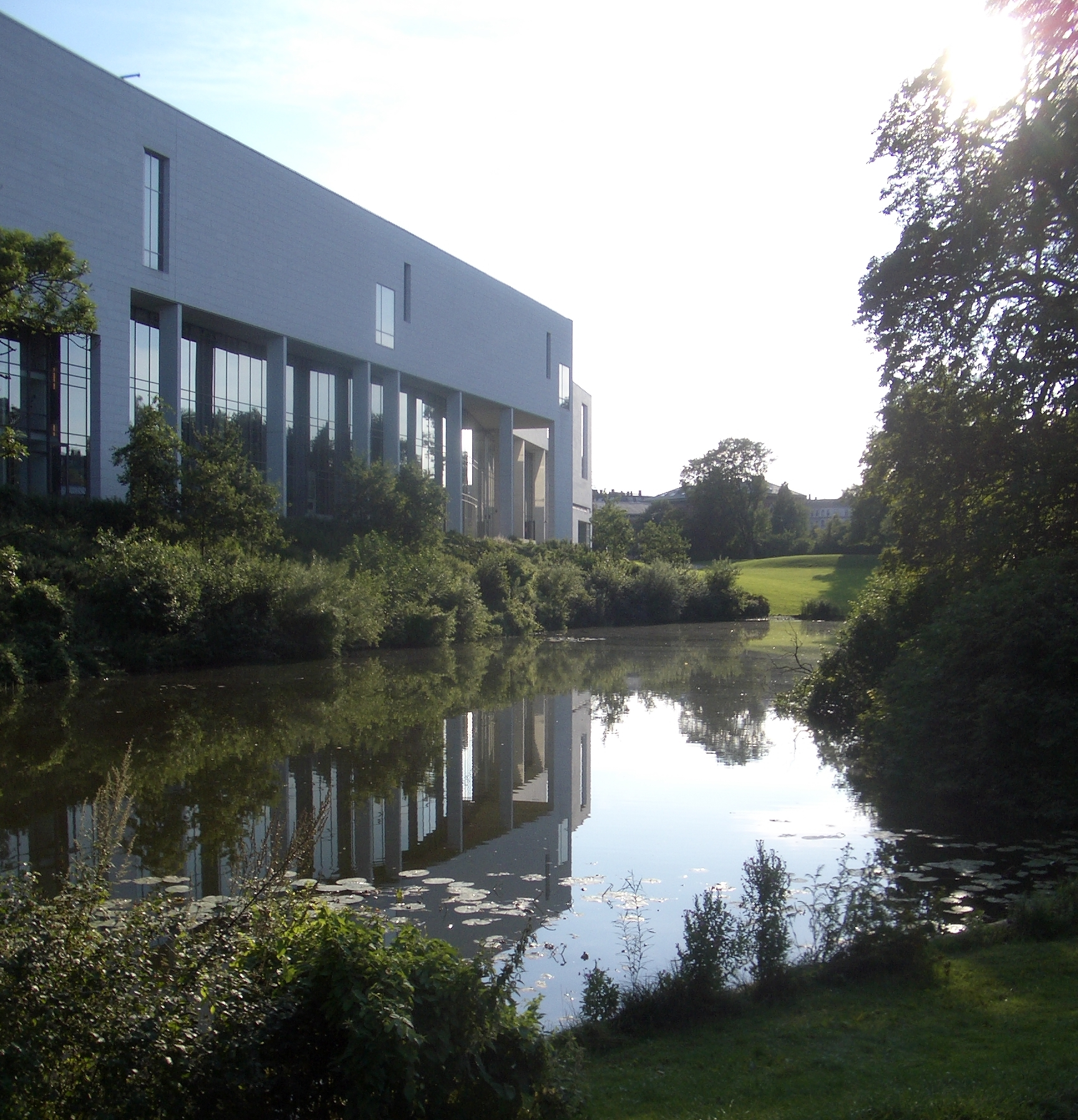
Rückseite des Museums (Erweiterung von 1998) (Foto: 2007)

Die dänische Nationalgalerie Statens Museum for Kunst (deutsch Staatliches Kunstmuseum) ist das größte Museum für Bildende Kunst in Dänemark und befindet sich im Zentrum der Hauptstadt Kopenhagen. Sie ist dem Kulturministerium unterstellt.

## Gebäude
Das vom Architekten Vilhelm Dahlerup (1836–1907) entworfene Museum wurde 1897 im Bereich ehemaliger Wallanlagen eröffnet. Ergänzend entstand hinter dem Hauptgebäude der 1998 eröffnete Erweiterungsbau der Architektin Anna Maria Indrio (* 1943).

## Sammlung
Neben wechselnden temporären Ausstellungen gibt es einen umfassenden Bestand aus drei Hauptsammlungen:
- Die Königliche Malerei- und Skulpturensammlung, die etwa 2600 Werke von 1300 bis heute umfasst. Ein Schwerpunkt der Sammlung liegt auf dänischer und nordischer Kunst von 1750 bis 1900, darunter zahlreichen Kunstwerken aus dem Goldenen Zeitalter der dänischen Malerei von Malern wie Wilhelm Bendz, Detlev Conrad Blunck, Christoffer Wilhelm Eckersberg, Constantin Hansen, Christen Købke, Vilhelm Marstrand und Martinus Rørbye sowie von der zeitweise in Dänemark tätigen Elisabeth Jerichau-Baumann. Außerdem enthält die Sammlung Werke u. a. von Tizian und Mantegna, Rubens, Rembrandt, Cornelis Gijsbrechts sowie von Henri Matisse, Edvard Munch, Emil Nolde und Robert Smithson. Aber auch moderne zeitgenössische Werke der Dänen Asger Jorn, Per Kirkeby, Elmgreen und Dragset und Danh Vō gehören dazu.
- Die Königliche Kupferstichsammlung umfasst 300.000 Werke (Zeichnungen, Lithografien, Radierungen und andere Kunstformen auf Papier) von dänischen und internationalen Künstlern.
- Die Abgusssammlung (Den Kongelige Afstøbningssamling) umfasst über 2.000 Gipsabgüsse und ist seit 1984 in einem historischen Packhaus (Vestindisk Pakhus, Toldbodgade 40) untergebracht. Die vertretenen Werke reichen bis ins Alte Ägypten zurück. Aus Spargründen ist die Abgusssammlung nur dienstags und sonntagnachmittags geöffnet.[1][2]

## SMK Open
2016 gründete das Statens Museum for Kunst (SMK) mit finanzieller Unterstützung der Nordea Stiftung das Projekt SMK Open mit dem Mittelpunkt einer Online-Datenbank zur digitalen Sammlungserfassung und Zugänglichmachung der zu etwa 99 % unter Ausschluss der Öffentlichkeit in Depots aufbewahrten Sammlung. Die sich an Laien und Experten richtende Datenbank wurde 2019 veröffentlicht und wird seitdem laufend ergänzt. Etwa 40 % aller Objekte des SMK sind dort bereits registriert. Die Datenbank ermöglicht es, Kunstwerke digital zu betrachten, gezielt nach ihnen zu suchen, sie individuell zu verwalten oder zu erforschen. Etwa zwei Drittel aller Kunstwerke wurden unter Public Domain veröffentlicht. Das Museum versteht die digitale Datenbank als eine Art Werkzeugkasten, die die Menschen ermutigen soll, sich selbstbestimmt mit Kunst auseinanderzusetzen. Alle vollständig registrierten Objekte wurden mit einem hochauflösenden Foto und detaillierten Informationen versehen. Zu einigen Objekten werden zusätzlich 3D-Modelle, Audios, Videos, oder Röntgenaufnahmen zur Verfügung gestellt. Mithilfe einer künstlichen Intelligenz wurden alle Kunstwerke der Sammlung mit unterschiedlichen Filtern verschlagwortet und können auch nach Urheberrechtsschutz oder Ausstellung in der Sammlung angezeigt werden. Ein Algorithmus schlägt Nutzern auf Grundlage ihrer Suchanfragen weitere Kunstwerke vor. Darüber hinaus werden unter SMK Open auch kuratierte Themenbereiche online ausgestellt und Nutzer haben die Möglichkeit, eine eigene digitale Sammlung anzulegen. 2020 gewann das Projekt SMK Open den Red Dot Award. 2021 wurde das Projekt mit dem Webby ausgezeichnet.

## SMK Digital
Das Statens Museum for Kunst (SMK) bekam im Jahr 2008 einen Zuschuss von 22 Millionen dänischen Kronen von der unabhängigen philanthropischen Stiftung Nordea-fonden. Ziel der Finanzierung war der Ausbau der digitalen Museumsarbeit am Museum. Das Statens Museum for Kunst veröffentlichte daraufhin ein fünfjähriges Programm bestehend aus sechs Projekten. Es wurden digitale Grundlagen in Form einer neuen Sammlungsdatenbank und einer Website geschaffen. Die Arbeit an dem Projekt der Digitalisierung des Museums wurde als SMK digital benannt. Im November 2008 veröffentlichte das Statens Museum for Kunst als erstes dänisches Museum eine digitale Museumsstrategie, mit Zielsetzungen zu den Themen Digitalisierung, Bildung und Kommunikation. In ihrer digitalen Strategie wird die Bedeutung des Einbezugs von Besuchern in die Planung und Produktion der Museumskommunikation und Bildungsaktivitäten betont. Das Statens Museum for Kunst möchte eine Verbindung zwischen dem physischen und dem digitalen Museumsraum schaffen. Als das Museum 2008 ihre Vision für SMK digital formulierte, setzte sie sich als Ziel, in Zukunft ein 100 % digitales Kunstmuseum zu werden.
Die Forschung zur Digitalisierung im Statens Museum for Kunst wurde mit Hilfe der Finanzierung gefördert. Im Jahr 2014 erschien ein Sammelband mit dem Titel „Sharing is Caring“, herausgegeben von Merete Sanderhoff, der Kuratorin für digitale Museumsarbeit des Statens Museum for Kunst. Merete Sanderhoff gibt in dem Kapitel „This belongs to you“ Informationen über den offenen Umgang und das Teilen von Kunstwerken am Statens Museum for Kunst. In ihr Werk sind die Ergebnisse von sechs Jahren Forschung im Bereich digitaler Museumspraxis am Statens Museum for Kunst eingegangen.
Das Statens Museum for Kunst bietet eine kostenlose Mobile App an mit dem Namen „SMK Second Canvas“. Sie ist Teil des Projekts SMK Open. Mit Hilfe der App können Nutzer ohne physisch im Museum anwesend zu sein ausgewählte Ausschnitte der Kunstsammlung des Statens Museum for Kunst in hoher Auflösung auf ihrem Smartphone ansehen. Elf Kunstwerke aus der dänischen und nordischen Sammlung und der europäischen Sammlung sind in der App verfügbar. Es werden detaillierte Informationen zu den Kunstwerken und ihren Künstlern gegeben. Ausgewählte Bildausschnitte werden erklärt. Nutzer können zwischen einer schriftlichen Storytelling-Funktion und einem Audioguide wählen. Darüber hinaus verfügt die App über eine Bilderkennungs-Funktion. Museumsbesucher können mit der Kamera ihres Smartphones Kunstwerke des Museums einscannen und bekommen anschließend die Informationen zum Kunstwerk auf der App angezeigt.